# Saint-Nolff
Saint-Nolff è un comune francese di 3 887 abitanti situato nel dipartimento del Morbihan nella regione della Bretagna.

## Società

### Evoluzione demografica
Abitanti censiti